# Stay on These Roads
Stay on These Roads es el tercer álbum de estudio de la banda noruega a-ha. Fue lanzado el 3 de mayo de 1988 por Warner Bros. Records y ha vendido alrededor de cuatro millones de copias en todo el mundo. Del álbum se extrajeron los sencillos "Stay on These Roads", "The Blood That Moves the Body", "Touchy!" y "You Are the One". Además, la canción "The Living Daylights" fue incluida dentro de la banda sonora original de la película homónima de James Bond, por lo que también fue lanzada como sencillo promocional. De hecho, la versión de "The Living Daylights" que se incluye en este álbum es distinta a la del sencillo de la película y a la de los recopilatorios.

## Listado de canciones
Todas las canciones escritas y compuestas por Waaktaar-Savoy/Furuholmen excepto donde se indique:
| N.º   | Título                          | Escritor(es)                     | Duración |  |
| 1.    | «Stay on These Roads»           | Furuholmen, Waaktaar y Harket    | 4:45     |  |
| 2.    | «The Blood That Moves The Body» | Pål Waaktaar                     | 4:06     |  |
| 3.    | «Touchy!»                       | Furuholmen,Harket y Pål Waaktaar | 4:34     |  |
| 4.    | «This Alone Is Love»            | Magne Furuholmen y Pål Waaktaar  | 5:15     |  |
| 5.    | «Hurry Home»                    | Magne Furuholmen y Pål Waaktaar  | 4:37     |  |
| 6.    | «The Living Daylights»          | John Barry y Pål Waaktaar        | 4:47     |  |
| 7.    | «There's Never a Forever Thing» | Pål Waaktaar                     | 2:53     |  |
| 8.    | «Out of Blue Comes Green»       | Pål Waaktaar                     | 6:42     |  |
| 9.    | «You Are The One»               | Magne Furuholmen y Pål Waaktaar. | 3:51     |  |
| 10.   | «You'll End Up Crying»          | Pål Waaktaar                     | 2:06     |  |
| 43:16 |                                 |                                  |          |  |

## Créditos
- Producción: Alan Tarney.
- Ingeniero de grabación: Gerry Kitchingham.
- Ingeniero de mezcla: John Hudson

- Aportaciones para la grabación del álbum: Steve Sidwell, Ben Robbins, Ann Dudley, Randy Hope Taylor, Einstein Jevanord, Kick Horns.

- Director de arte / encargado de diseño: Jeri Heiden.
- Fotografías de la banda: Just Loomis.
- Fotografía "Still Life": Stuart Watson.

## Sencillos
- 1987: "The Living Daylights"
- 1988: "Stay on These Roads"
- 1988: "The Blood That Moves the Body"
- 1988: "Touchy!"
- 1988: "You Are the One"
- 1989: "There's Never a Forever Thing - Never a Forever Thing (Sólo en Brasil).

## Listas de éxitos
| Lista                | Posición |
| -------------------- | -------- |
| Swiss Music Charts   | 6        |
| Ö3 Austria Top 40    | 9        |
| Sverigetopplistan    | 10       |
| VG-lista             | 1        |
| Billboard 200        | 148      |
| UK Album Chart       | 2        |
| Media Control Charts | 4        |
| FIMI                 | 2        |
| Canadian Album Chart | 55       |

### Ventas
El álbum tiene una cifras de ventas de unas 4 200 000 de copias. En algunos países:
- Reino Unido: 200 000 copias, Oro.
- Francia: 500 000 copias, 2x Platinos.
- Alemania: 500 000 copias, Platino.
- España: 120 000 copias, Platino.
- Noruega: 85 000 copias, Platino.